# Odoudouma I
Odoudouma I est un village du Cameroun situé dans la région du Centre, entre Esse et Awaé. Comme Odoudouma II, il fait partie de la commune d'Awaé et du groupement Avamanga, qui est aussi une chefferie de 2e degré.

## Population
En 1965, il n'y avait qu'un seul village, Odoudouma. Il comptait alors 356 personnes, principalement des Mvele, était doté d'un marché bimensuel et d'une école publique à cycle incomplet.
Lors du recensement de 2005, deux villages sont comptabilisés séparément : Odoudouma I avec 295 habitants, et Odoudouma II, avec 167.

## Économie
L'agriculture est la principale activité de l'arrondissement.

## Transport
Odoudouma fait partie d'une zone très enclavée. Le bitumage de l'axe routier Soa-Esse-Awaé, d'une longueur de 72 km, a été décidé en 2016, dans le cadre du volet routier du Plan d'urgence triennal pour l’accélération de la croissance économique.